# Wormser Prozesse
Als Wormser Prozesse werden drei von 1994 bis 1997 andauernde Strafprozesse vor dem Landgericht Mainz bezeichnet, in denen 25 Personen aus Worms und Umgebung des massenhaften Kindesmissbrauchs im Rahmen eines Pornorings angeklagt wurden und die nach insgesamt 131 Verhandlungstagen mit einem Freispruch aller Beschuldigten endeten. Die Aussagen der vermeintlichen Opfer wurden als Erinnerungsverfälschung und Konfabulation eingestuft, hervorgerufen durch grob fehlerhafte Befragungsmethoden.
Sie gelten als die größten Missbrauchsprozesse der deutschen Rechtsgeschichte. Sowohl die laienhafte Beweisaufnahme im Vorfeld des Verfahrens als auch das verheerende Schicksal der fälschlich Angeklagten, ihrer Familien und der durch die Entscheidungen des Jugendamts schwer geschädigten Kinder erfuhren ein starkes Medienecho und führten zu einer Wende bei der juristischen Bewertung der Glaubhaftigkeit von Zeugenaussagen.
Einige der Kinder, die man in der Absicht, sie zu schützen, aus ihren Familien genommen hatte, wurden dann in der richterlich angeordneten Fremdunterbringung im Kinderheim Spatzennest in Ramsen in der Pfalz tatsächlich sexuell missbraucht.

## Auslöser
Auslöser der Verfahren war ein Scheidungsverfahren, in dem eine Frau ihrem Ex-Mann sexuellen Missbrauch der gemeinsamen Kinder vorwarf, und das sich zu einer Feindschaft zwischen den Familien steigerte. Die beiden Kinder lebten damals bei der Großmutter, die sich an das Jugendamt Worms wandte und von diesem an den Verein Wildwasser Worms e. V. verwiesen wurde. Eine Wildwasser-Mitarbeiterin befragte die Kinder mittels Techniken, die auf den Münsteraner Psychiatrieprofessor Tilman Fürniss zurückgehen (anatomisch korrekte Puppen, Märchenerzählungen, verhörähnliche Befragungen von Kindern, Fragestellungen mit impliziter Antwort etc.), und war davon überzeugt, Beweise für massenhaften Kindesmissbrauch gefunden zu haben. Die Ergebnisse wurden von einem Kinderarzt bestätigt, zu dem Wildwasser die Kinder schickte. Daraufhin wurden unter dem Tatverdacht des sexuellen Missbrauchs von insgesamt 16 eigenen oder fremden Kindern 25 Personen festgenommen. Deren Kinder kamen daraufhin in Heime, einige ins Spatzennest im pfälzischen Ramsen.
Der Prozess fand ein gewaltiges Medienecho. In der öffentlichen Meinung waren die Angeklagten bereits vorverurteilt. So berichtete das Nachrichtenmagazin Der Spiegel zunächst: „Ein Großteil der medizinischen Befunde und die weitgehend übereinstimmenden Aussagen der Kinder lassen kaum Zweifel an vielen der Vorwürfe zu.“

## Hauptverfahren und Freispruch
Es wurden drei Hauptverfahren eröffnet, auch bezeichnet als Worms I, II und III. In Worms I wurden sieben Personen aus der Verwandtschaft der geschiedenen Frau angeklagt, in Worms II dagegen dreizehn aus der Familie ihres ehemaligen Mannes, darunter auch die Großmutter, bei der die beiden gemeinsamen Kinder lebten. Worms III betraf fünf Personen, die keiner der beiden Familien angehörten. Vorsitzender Richter in Worms I war zunächst Ernst Härtter und nach dessen Erkrankung 1994 der spätere Mainzer Oberbürgermeister Jens Beutel. Für Worms II und Worms III war Richter Hans E. Lorenz zuständig.
Eine Staatsanwältin fasste im Laufe der 131 Verhandlungstage empört und ungläubig die Vorwürfe der Verteidigung zusammen: „Die Verteidigung meint also: Blindwütige Feministinnen wirken auf ahnungslose Kinder ein, bis die von Missbrauch berichten, und skrupellose Staatsanwältinnen übernehmen das …“
Der Wormser Wildwasser-Verein brachte Anschuldigungen vor, die einer Überprüfung nicht standhielten oder widersprüchlich waren: Kinder waren zu angeblichen Tatzeiten noch nicht geboren, in anderen Fällen saßen die Eltern zur angeblichen Tatzeit bereits in Untersuchungshaft.
Psychologische Glaubwürdigkeitsgutachten (Glaubhaftigkeitsgutachten) unter anderem von Max Steller ergaben, dass die vielen, zum Teil sich widersprechenden Aussagen der Kinder durch Suggestion erzeugt worden waren und nicht auf Erlebnissen basierten. Auch konnte die Polizei bei nicht angekündigten Hausdurchsuchungen keine Beweise finden, die auf sexuellen Missbrauch oder Ähnliches schließen ließen. Somit basierte die gesamte Beweislage auf den Aussagen der wahrscheinlich manipulierten Kinder und dem Gutachten eines Kinderarztes, das jedoch eventuelle natürliche Ursachen für diverse Verletzungen der Kinder nicht in Erwägung zog. Obwohl vieles auf die Unschuld der Angeklagten hindeutete, wurden für sie bis zu dreizehn Jahre Haft gefordert.
Die drei Prozesse endeten 1996 und 1997 mit Freispruch in allen 25 Fällen. Der Vorsitzende Richter Hans E. Lorenz begann seine mündliche Urteilsbegründung mit dem Satz „Den Wormser Massenmissbrauch hat es nie gegeben“ und erklärte: „Bei allen Angeklagten, für die ein langer Leidensweg zu Ende geht, haben wir uns zu entschuldigen.“

## Juristische Folgen
Nach den Freisprüchen trennte sich Wildwasser von der tätig gewordenen Mitarbeiterin. Die Berliner Zeitung berichtete Ende Juni 1997, dass diese von der Richtigkeit ihrer Vorgehensweise weiterhin überzeugt war. Eine öffentliche Entschuldigung oder andere Konsequenzen gab es nicht.
Der Bundesgerichtshof legte 1999 – vor allem unter dem Einfluss dieser Prozesse – Mindestanforderungen an strafprozessuale Glaubhaftigkeitsgutachten fest.

## Folgen für die Betroffenen
Die Prozesse hatten verheerende Auswirkungen auf Kinder und Angeklagte: Eine Angeklagte, die siebzigjährige Großmutter, starb im Gefängnis, andere verbrachten bis zu 21 Monate in Untersuchungshaft. Mehrere Ehen zerbrachen, die Existenz einiger Angeklagter und Familien wurde zum Teil auch durch die hohen Anwaltskosten völlig zerstört. Die Kinder wuchsen derweil größtenteils in Heimen auf und kehrten erst nach und nach zu ihren Eltern zurück. Ein Junge, der an Diabetes erkrankt war, starb wenige Tage nach seiner Entlassung aus dem Heim.
Sechs Kinder – jene, die im Kinderheim Spatzennest untergebracht waren, darunter die aus dem Scheidungskonflikt, der die Verfahren ausgelöst hatte – kehrten überhaupt nicht zurück, da sie völlig von ihren Eltern entfremdet waren. Dem Heimleiter wurde seinerzeit vorgeworfen, die Kinder bewusst gegen die Eltern aufgestachelt zu haben. Die meisten dieser Kinder glauben weiterhin (Stand 2005), dass ihre Eltern sie sexuell missbraucht hätten.
An einem Mädchen, das bis zu seiner Herausnahme aus der Familie (Fremdunterbringung) gynäkologisch unauffällig war, stellten zwei Ärzte fünf Tage nach Aufnahme im Kinderheim Spatzennest Befunde fest, die „mit hoher – einen vernünftigen Zweifel im Grunde ausschließenden – Sicherheit auf einen stattgehabten vaginal- und anal-penetrierenden sexuellen Missbrauch“ hindeuteten. Der Mainzer Rechtsmediziner Professor Reinhard Urban bestätigte, dass es sich um frische Befunde handelte, und im Urteil von Worms II wurden die Befunde dem Zeitraum der Fremdunterbringung zugeordnet.
Das Spatzennest bestand noch bis zu seiner Auflösung im November 2007. Zu diesem Zeitpunkt war dessen Heimleiter, seinerzeit Hauptbelastungszeuge in den Wormser Prozessen, wegen des Verdachts auf sexuellen Missbrauch Schutzbefohlener von seinem Arbeitgeber entlassen worden. Am 8. Februar 2008 kam er deswegen in Untersuchungshaft, am 22. August 2008 wurde er des sexuellen Missbrauchs von Kindern in Tateinheit mit sexuellem Missbrauch von Schutzbefohlenen in zwei Fällen für schuldig befunden und zu einem Jahr Haft auf Bewährung und dreijährigem Berufsverbot verurteilt. Wegen noch schwerer wiegender Missbrauchsvorwürfe kam es im April 2011 zu einer erneuten Anklage. Im November desselben Jahres erhielt der ehemalige Heimleiter wegen schweren sexuellen Missbrauchs eine Haftstrafe von fünf Jahren und acht Monaten.

## Mediale Verarbeitung
2021 erschien in Kooperation von RTL+ und Vox die Miniserie Ferdinand von Schirach – Glauben mit sieben Folgen, das Drehbuch stammte von Ferdinand von Schirach. Für Arno Frank jedoch gilt der Bezug als misslungen. Er schrieb im Spiegel Online: Schirach breche „den damaligen Mammutprozess auf ein Kammerspiel mit nur einem Angeklagten herunter – die Größe des Verfahrens bleibt hier bloße Behauptung“.
- Jutta Pinzler, Dorothea Hohengarten: Verdacht Kindesmissbrauch: Der Justizskandal von Worms, NDR 2008 (Dokumentation)
- Daniel Prochaska (Regie): Ferdinand von Schirach – Glauben, RTL+/Vox 2021 (TV-Miniserie, inspiriert von den Wormser Prozessen).